# Desire2Learn
Desire2Learn Inc. o D2L, es una corporación canadiense fundada en 1999 que suministra programas empresariales que permiten a los usuarios construir entornos para el aprendizaje en línea (en línea). Tiene oficinas en Australia, Brasil, Europa, Indica, Singapur y Estados Unidos
Es el desarrollador del sistema LMS Brightspace, una solución basada en nube usada por colegios, instituciones de educación superior y negocios para salones de clase virtuales. A  2005, la compañía dice tener más de tres millones de usuarios alrededor el mundo.

## Productos

### Brightspace
Combina ambiente de aprendizaje, ePortafolio, repositorio de aprendizaje, grabador de videos, salón de clase virtual, y aplicación móvil